# Пижанка (приток Ижа)
Пижа́нка — река в России, протекает по территории Яранского и Пижанского районов Кировской области. Устье реки находится в 16 км по левому берегу реки Иж. Длина реки составляет 34 км, площадь водосборного бассейна 222 км².
Исток реки расположен восточнее села Сердеж в км к юго-западу от посёлка Пижанка. Река течёт на северо-восток, притоки Шуйма, Красная, Мерянга, Мурытка (левые); Ахмановка, Илянурка (правые). Незадолго до устья реки на обоих её берегах расположен райцентр — посёлок Пижанка; кроме него на берегах реки несколько небольших деревень.

## Данные водного реестра
По данным государственного водного реестра России относится к Камскому бассейновому округу, водохозяйственный участок реки — Вятка от города Котельнич до водомерного поста посёлка городского типа Аркуль, речной подбассейн реки — Вятка. Речной бассейн реки — Кама.
По данным геоинформационной системы водохозяйственного районирования территории РФ, подготовленной Федеральным агентством водных ресурсов:
- Код водного объекта в государственном водном реестре — 10010300412111100037174
- Код по гидрологической изученности (ГИ) — 111103717
- Код бассейна — 10.01.03.004
- Номер тома по ГИ — 11
- Выпуск по ГИ — 1